# City Cats
A City Cats a nyugatnémet Arabesque együttes második nagylemeze, amely 1979-ben jelent meg. Ez az első Arabesque-album, amelyen a trió a legismertebb felállásban hallható: Sandra, Michaela és Jasmin. Az LP bizonyos országokban Peppermint Jack címmel jelent meg.

## A dalok

### A oldal
1. Peppermint Jack 3.08
2. In the Heat of a Disco Night 3.16
3. Rock Me After Midnight 3.50
4. Lucifer's Lover 3.35
5. Dancing in the Fire of Love 3.30
6. It's So Hard to Leave You 4.03

### B oldal
1. Hell Driver 4.57
2. City Cats 3.05
3. Don't Kiss A Crocodile 3.30
4. Plastic Heart 4.05

(Valamennyi dal a Jean Frankfurter – John Moering páros szerzeménye.)

## Közreműködők
- Producer: Wolfgang Mewes

## Legnagyobb slágerek
- Peppermint Jack

Japán: 1980-ban 19 hétig. Legmagasabb pozíció: 2. hely
- Rock Me After Midnight
- Lucifer's Lover
- Hell Driver
- City Cats
- Don't Kiss A Crocodile